# 8690 Swindle
8690 Swindle è un asteroide della fascia principale. Scoperto nel 1992, presenta un'orbita caratterizzata da un semiasse maggiore pari a 2,3892585 UA e da un'eccentricità di 0,1708654, inclinata di 1,90215° rispetto all'eclittica.
L'asteroide è dedicato all'astronomo Timothy D. Swindle.